# 혼인보
혼인보(일본어: 本因坊)는 일본에서 오래전부터 내려오는 4대 바둑 가문 가운데 하나의 이름이며, 일본의 마이니치신문에서 1936년부터 주최하는 바둑 대회이기도 하다. 근대 이전에는 에도식 한자 읽기로 혼닌보라 불렸지만 바둑의 보급과 함께 혼인보라는 이름이 정착되었다.
혼인보 가문은 1대 혼인보 산사부터 21대 혼인보 슈사이까지 전해 내려오며 일본의 고수들을 키워내는 유명한 가문이었다. 21대 혼인보 슈사이는 혼인보의 이름은 일본 제일의 실력자에게 전해내려가야 한다고 생각하여 일본기원에 혼인보의 이름을 계승하게 하여 혼인보센(本因坊戰)이라는 이름의 바둑 대회가 열리게 되었다.
혼인보센은 전년도 1위에서 4위, 그리고 토너먼트를 통해 선발된 4명을 합해 리그전을 치른다. 그리고 이 리그에서 1위를 한 사람이 전년도 우승자와 7전4선승제로 타이틀을 가린다.
일본의 3대 기전 중 하나였던 혼인보전의 규모가 79기 대회 부터 대폭 축소된다. 78기 대회까지 본선 8인(전기 준우승자+전기 본선 리그 2~4위+예선 토너먼트 통과자 4명) 풀리그 방식에서 16강 토너먼트로, 도전기 또한 2일제의 7번기에서 1일제의 5번기로 단축된다. 도전기의 제한시간도 8시간(본선은 5시간)에서 3시간으로 크게 짧아진다. 2800만엔 이었던 우승상금 역시 850만엔 으로 크게 삭감되어 7대 기전 서열 3위에서, 서열 5위 기전으로 밀려나게 됐다.
조치훈이 제44회부터 53회까지 이 대회를 10연패한 이후 대회에서 5번 이상 우승한 사람에게는 명예 혼인보의 이름을 수여하는 새로운 규칙이 생겼다. 이 규칙에 의해 조치훈은 10연패한 공로로 명예자격의 나이제한 없이 곧바로 제 25대 혼인보가 되어 혼인보 치훈이라는 이름을 얻었다.

## 역대 혼인보

### 세습 혼인보
- 1대: 혼인보 산사 (算砂, 1612-1623)
- 2대: 혼인보 산에쓰 (算悦, 1630-1658)
- 3대: 혼인보 도에스 (道悦, 1658-1677)
- 4대: 혼인보 도사쿠 (道策, 1677-1702)
  - 아토메: 혼인보 도데키 (道的)
  - 아토메: 혼인보 사쿠겐 (策元)
- 5대: 혼인보 도치 (道知, 1702-1727)
- 6대: 혼인보 지하쿠 (知伯, 1727-1733)
- 7대: 혼인보 슈하쿠 (秀伯, 1733-1741)
- 8대: 혼인보 하쿠겐 (伯元, 1741-1754)
- 9대: 혼인보 사쓰겐 (察元, 1754-1788)
- 10대: 혼인보 레쓰겐 (烈元, 1788-1808)
- 11대: 혼인보 겐조 (元丈, 1809-1827)
- 12대: 혼인보 조와 (丈和, 1827-1839)
- 13대: 혼인보 조사쿠 (丈策, 1839-1847)
- 14대: 혼인보 슈와 (秀和, 1847-1873)
  - 아토메: 혼인보 슈사쿠 (秀策)
- 15대: 혼인보 슈에쓰 (秀悦, 1873-1879)
- 16대: 혼인보 슈겐 (秀元, 1879-1884)
- 17대: 혼인보 슈에이 (秀栄, 1884-1886)
- 18대: 혼인보 슈호 (秀甫, 1886)
- 19대: 혼인보 슈에이 (秀栄, 1887-1907)
- 20대: 혼인보 슈겐 (秀元, 1907-1908)
- 21대: 혼인보 슈사이 (秀哉, 1908-1940)

### 혼인보기전 5연패 이상의 명예 혼인보
- 22대 - 혼인보 슈카쿠 (타카가와 카쿠)
- 23대 - 혼인보 에이슈 (사카타 에이오)
- 24대 - 혼인보 슈오 (이시다 요시오)
- 25대 - 혼인보 치훈 (조치훈)
- 26대 - 혼인보 몬유 (이야마 유타)

## 역대 혼인보 우승자
| 회수 | 연도 | 우승                            | 전적  | 준우승                          |
| ---- | ---- | ------------------------------- | ----- | ------------------------------- |
| 1    | 1941 | 세키야마 리이치(關山利一) 6단   | 3 - 3 | 가토 신(加藤 信) 7단            |
| 2    | 1943 | 하시모토 우타로(橋本宇太郞) 8단 | 1 - 0 | 세키야마 리이치(關山利仙) 7단   |
| 3    | 1945 | 이와모토 가오루(岩本薰) 7단     | 3 - 3 | 하시모토 우타로(橋本宇太郞) 8단 |
| 4    | 1947 | 이와모토 가오루(岩本薰) 8단     | 3 - 2 | 기타니 미노루(木谷實) 8단       |
| 5    | 1950 | 하시모토 우타로(橋本宇太郞) 8단 | 4 - 0 | 이와모토 가오루(岩本薰) 8단     |
| 6    | 1951 | 하시모토 우타로(橋本宇太郞) 8단 | 4 - 3 | 사카타 에이오(坂田榮男) 7단     |
| 7    | 1952 | 타카가와 카쿠(高川格) 9단       | 4 - 1 | 하시모토 우타로(橋本宇太郞) 8단 |
| 8    | 1953 | 타카가와 카쿠(高川格) 9단       | 4 - 2 | 기타니 미노루(木谷實) 8단       |
| 9    | 1954 | 타카가와 카쿠(高川格) 9단       | 4 - 2 | 슈기우치 마사오(杉內雅男) 7단   |
| 10   | 1955 | 타카가와 카쿠(高川格) 9단       | 4 - 0 | 시마무라 토시히로(島村利博) 8단 |
| 11   | 1956 | 타카가와 카쿠(高川格) 9단       | 4 - 2 | 시마무라 토시히로(島村利博) 8단 |
| 12   | 1957 | 타카가와 카쿠(高川格) 9단       | 4 - 2 | 후지사와 호사이(藤沢朋斎) 9단   |
| 13   | 1958 | 타카가와 카쿠(高川格) 9단       | 4 - 2 | 스기우치 마사오(杉內雅男) 7단   |
| 14   | 1959 | 타카가와 카쿠(高川格) 9단       | 4 - 2 | 기타니 미노루(木谷實) 8단       |
| 15   | 1960 | 타카가와 카쿠(高川格) 9단       | 4 - 2 | 후지사와 슈코(藤沢秀行) 9단     |
| 16   | 1961 | 사카타 에이오(坂田榮男) 9단     | 4 - 1 | 타카가와 카쿠(高川格) 9단       |
| 17   | 1962 | 사카타 에이오(坂田榮男) 9단     | 4 - 1 | 한다 도겐(半田道玄) 9단         |
| 18   | 1963 | 사카타 에이오(坂田榮男) 9단     | 4 - 2 | 타카가와 카쿠(高川格) 9단       |
| 19   | 1964 | 사카타 에이오(坂田榮男) 9단     | 4 - 0 | 타카가와 카쿠(高川格) 9단       |
| 20   | 1965 | 사카타 에이오(坂田榮男) 9단     | 4 - 0 | 야마베 토시로(山部俊郞) 9단     |
| 21   | 1966 | 사카타 에이오(坂田榮男) 9단     | 4 - 0 | 후지사와 슈코(藤沢秀行) 9단     |
| 22   | 1967 | 사카타 에이오(坂田榮男) 9단     | 4 - 1 | 린하이펑(林海峰) 9단            |
| 23   | 1968 | 린하이펑(林海峰) 9단            | 4 - 3 | 사카타 에이오(坂田榮男) 9단     |
| 24   | 1969 | 린하이펑(林海峰) 9단            | 4 - 2 | (故)가토 마사오(加藤正夫) 9단   |
| 25   | 1970 | 린하이펑(林海峰) 9단            | 4 - 0 | 사카타 에이오(坂田榮男) 9단     |
| 26   | 1971 | 이시다 요시오(石田芳夫) 9단     | 4 - 2 | 린하이펑(林海峰) 9단            |
| 27   | 1972 | 이시다 요시오(石田芳夫) 9단     | 4 - 3 | 린하이펑(林海峰) 9단            |
| 28   | 1973 | 이시다 요시오(石田芳夫) 9단     | 4 - 0 | 린하이펑(林海峰) 9단            |
| 29   | 1974 | 이시다 요시오(石田芳夫) 9단     | 4 - 3 | 다케미야 마사키(武宮正樹) 9단   |
| 30   | 1975 | 이시다 요시오(石田芳夫) 9단     | 4 - 3 | 사카타 에이오(坂田榮男) 9단     |
| 31   | 1976 | 다케미야 마사키(武宮正樹) 9단   | 4 - 1 | 이시다 요시오(石田芳夫) 9단     |
| 32   | 1977 | (故)가토 마사오(加藤正夫) 9단   | 4 - 1 | 다케미야 마사키(武宮正樹) 9단   |
| 33   | 1978 | (故)가토 마사오(加藤正夫) 9단   | 4 - 3 | 이시다 요시오(石田芳夫) 9단     |
| 34   | 1979 | (故)가토 마사오(加藤正夫) 9단   | 4 - 1 | 린하이펑(林海峰) 9단            |
| 35   | 1980 | 다케미야 마사키(武宮正樹) 9단   | 4 - 1 | (故)가토 마사오(加藤正夫) 9단   |
| 36   | 1981 | 조치훈 9단                      | 4 - 2 | 다케미야 마사키(武宮正樹) 9단   |
| 37   | 1982 | 조치훈 9단                      | 4 - 2 | 고바야시 고이치(小林光一) 9단   |
| 38   | 1983 | 린하이펑(林海峰) 9단            | 4 - 3 | 조치훈 9단                      |
| 39   | 1984 | 린하이펑(林海峰) 9단            | 4 - 1 | 아와지 슈조(淡路修三) 9단       |
| 40   | 1985 | 다케미야 마사키(武宮正樹) 9단   | 4 - 1 | 린하이펑(林海峰) 9단            |
| 41   | 1986 | 다케미야 마사키(武宮正樹) 9단   | 4 - 1 | 야마시로 히로시(山城宏) 9단     |
| 42   | 1987 | 다케미야 마사키(武宮正樹) 9단   | 4 - 0 | 야마시로 히로시(山城宏) 9단     |
| 43   | 1988 | 다케미야 마사키(武宮正樹) 9단   | 4 - 3 | 오타케 히데오(大竹英雄) 9단     |
| 44   | 1989 | 조치훈 9단                      | 4 - 0 | 다케미야 마사키(武宮正樹) 9단   |
| 45   | 1990 | 조치훈 9단                      | 4 - 3 | 고바야시 고이치(小林光一) 9단   |
| 46   | 1991 | 조치훈 9단                      | 4 - 2 | 고바야시 고이치(小林光一) 9단   |
| 47   | 1992 | 조치훈 9단                      | 4 - 3 | 고바야시 고이치(小林光一) 9단   |
| 48   | 1993 | 조치훈 9단                      | 4 - 1 | 야마시로 히로시(山城宏) 9단     |
| 49   | 1994 | 조치훈 9단                      | 4 - 3 | 가타오카 사토시(片岡聰) 9단     |
| 50   | 1995 | 조치훈 9단                      | 4 - 1 | (故)가토 마사오(加藤正夫) 9단   |
| 51   | 1996 | 조치훈 9단                      | 4 - 2 | 류시훈 7단                      |
| 52   | 1997 | 조치훈 9단                      | 4 - 0 | (故)가토 마사오(加藤正夫) 9단   |
| 53   | 1998 | 조치훈 9단                      | 4 - 2 | 왕리청 (王立誠) 9단             |
| 54   | 1999 | 조선진 9단                      | 4 - 2 | 조치훈 9단                      |
| 55   | 2000 | 왕밍완(王銘琬) 9단              | 4 - 2 | 조선진 9단                      |
| 56   | 2001 | 왕밍완(王銘琬) 9단              | 4 - 3 | 장쉬(張栩) 7단                  |
| 57   | 2002 | (故)가토 마사오(加藤正夫) 9단   | 4 - 2 | 왕밍완(王銘琬) 9단              |
| 58   | 2003 | 장쉬(張栩) 8단                  | 4 - 2 | (故)가토 마사오(加藤正夫) 9단   |
| 59   | 2004 | 장쉬(張栩) 9단                  | 4 - 2 | 요다 노리모토(依田紀基) 9단     |
| 60   | 2005 | 다카오 신지(高尾紳路) 8단       | 4 - 1 | 장쉬(張栩) 9단                  |
| 61   | 2006 | 다카오 신지(高尾紳路) 9단       | 4 - 2 | 야마다 기미오(山田規三生) 9단   |
| 62   | 2007 | 다카오 신지(高尾紳路) 9단       | 4 - 1 | 요다 노리모토(依田紀基) 9단     |
| 63   | 2008 | 하네 나오키(羽根直樹) 9단       | 4 - 3 | 다카오 신지(高尾紳路) 9단       |
| 64   | 2009 | 하네 나오키(羽根直樹) 9단       | 4 - 2 | 다카오 신지(高尾紳路) 9단       |
| 65   | 2010 | 야마시타 케이고 (山下敬吾) 9단  | 4 - 1 | 하네 나오키(羽根直樹) 9단       |
| 66   | 2011 | 야마시타 케이고 (山下敬吾) 9단  | 4 - 3 | 하네 나오키(羽根直樹) 9단       |
| 67   | 2012 | 이야마 유타(井山裕太) 9단       | 4 - 3 | 야마시타 케이고(山下敬吾) 9단   |
| 68   | 2013 | 이야마 유타(井山裕太) 9단       | 4 - 3 | 다카오 신지(高尾紳路) 9단       |
| 69   | 2014 | 이야마 유타(井山裕太) 9단       | 4 - 1 | 이다 아쓰시(伊田篤史) 8단       |
| 70   | 2015 | 이야마 유타(井山裕太) 9단       | 4 - 1 | 야마시타 케이고(山下敬吾) 9단   |
| 71   | 2016 | 이야마 유타(井山裕太) 9단       | 4 - 1 | 다카오 신지(高尾紳路) 9단       |
| 72   | 2017 | 이야마 유타(井山裕太) 9단       | 4 - 0 | 모토키 가쓰야(本木克弥) 7단     |
| 73   | 2018 | 이야마 유타(井山裕太) 9단       | 4 - 1 | 야마시타 케이고(山下敬吾) 9단   |
| 74   | 2019 | 이야마 유타(井山裕太) 9단       | 4 - 2 | 고노 린(河野臨) 9단             |
| 75   | 2020 | 이야마 유타(井山裕太) 9단       | 4 - 1 | 시바노 도라마루(芝野虎丸) 9단   |
| 76   | 2021 | 이야마 유타(井山裕太) 9단       | 4 - 3 | 시바노 도라마루(芝野虎丸) 9단   |
| 77   | 2022 | 이야마 유타(井山裕太) 9단       | 4 - 0 | 이치리키 료(一力 遼) 9단        |
| 78   | 2023 | 이치리키 료(一力 遼) 9단        | 4 - 3 | 이야마 유타(井山裕太) 9단       |
| 79   | 2024 | 이치리키 료(一力 遼) 9단        | 3 - 0 | 위정치(余正麒) 8단              |
| 80   | 2025 | 이치리키 료(一力 遼) 9단        | 3 - 2 | 시바노 도라마루(芝野虎丸) 9단   |